# Фрунзенська (станція метро, Москва)
55°43′33″ пн. ш. 37°34′43″ сх. д. / 55.72583° пн. ш. 37.57861° сх. д.
Фру́нзенська (рос. Фрунзенская) — станція Московського метрополітену, Сокольницької лінії. Відкрита 1 травня 1957 року. Розташована між станціями «Парк культури» та «Спортивна», на території району Хамовники Центрального адміністративного округу Москви.

## Вестибюлі й пересадки
Станція має наземний вестибюль, що було частково демонтовано у 1984, а його внутрішня частина вбудована в будівлю Московського Палацу Молоді. Має вихід на Комсомольський проспект і провулок Хользунова.
- Автобуси: А, т28

## Технічна характеристика
Конструкція станції — пілонна трисклепінна (глибина закладення — 42 м), з однією острівною прямою платформою. 

## Колійний розвиток

Колійний розвиток станції «Фрунзенська»

Станція з колійним розвитком — 2 стрілочних переводи і 1 станційна колія для відстою рухомого складу, сполучена ССГ з Кільцевою лінією.
Управління стрілочними переводами та світлофорами напівавтоматичної дії здійснюється з поста централізації станції «Спортивна», тому світлофори мають скорочену назву Сп.

## Оздоблення
В облицюванні пілонів використаний білий і червоний (знизу) мармур. Пілони прикрашені ажурними металевими щитами із зображеннями п'ятикутної зірки. Підлога викладена чорним і червоним мармуром. Колійні стіни вкриті керамічною плиткою: кремовою — зверху і чорною — знизу. У торці центрального залу, обробленому червоним мармуром, — бюст М. В. Фрунзе роботи скульптора Є. В. Вучетича. Станція освітлюється рядами масивних люстр.